# Albertine Berkenbrock
Albertine Berkenbrock (Imaruí, 11 avril 1919 - Imaruí, 15 juin 1931) est une vierge martyre brésilienne reconnue bienheureuse par l'Église catholique et parfois surnommé la « Maria Goretti du Brésil ».

## Biographie
Elle naît et grandit dans une famille très pieuse. Albertine est harcelée par un des employés de son père qui tente ensuite de la violer. Comme sainte Maria Goretti, elle oppose une forte résistance, et son agresseur, réalisant qu'il ne parviendra pas à ses fins et craignant d'être ensuite reconnu, la poignarde au cœur avec un canif.
Assassinée à 12 ans, selon l'Église catholique « en défendant sa pureté », elle est donc considérée comme une  martyre de la pureté selon le terme consacré.
Son procès en béatification commence en 2000 et elle est déclarée Bienheureuse en 2007 par Benoît XVI. On la fête le 15 juin.